# كربونات الأمونيوم
كربونات الأمونيوم عبارة عن مركب كيميائي له الصيغة NH4)2CO3، ويكون على شكل بلورات بيضاء لامعة، وله رائحة الأمونياك.

## الخواص
- ينحل بشكل جيد في الماء، لكنه لا ينحل في كل من الإيثانول والأسيتون.
- يتفكك مركب كربونات الأمونيوم عند درجة حرارة الغرفة بالتماس مع الهواء تدريجياً إلى الأمونياك وبيكربونات الأمونيوم، التي بدورها تتفكك بالتسخين فوق 60°س إلى الأمونياك، الماء، وثنائي أكسيد الكربون.

## التحضير
يؤدي التفاعل بين ثنائي أكسيد الكربون مع الأمونياك بوجود الماء إلى الحصول على العديد من النواتج التي من بينها كربونات الأمونيوم، لذا فإن الحصول على الشكل النقي منه لا يعد بالأمر السهل ويتم صناعياً عن طريق تكاثف حجوم محسوبة من ثنائي أكسيد الكربون والأمونياك وبخار الماء. بهذه الطريقة يمكن تجنب تشكل بيكربونات الأمونيوم والكربامات مع كربونات الأمونيوم.

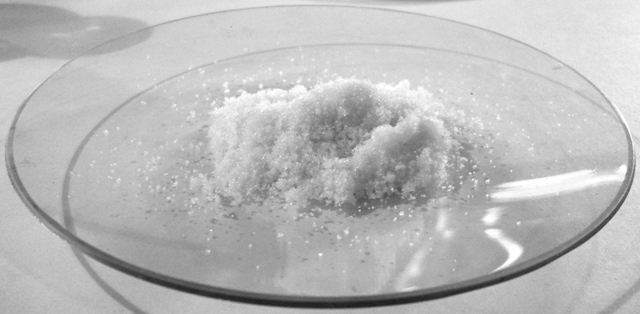
كربونات الأمونيوم

## اقرأ أيضاً
- أملاح الشم